# Farid Boulaya
Farid Boulaya, né le 25 février 1993 à Vitrolles, est un footballeur algéro-français qui représente l'équipe d'Algérie au niveau international. Il évolue au poste de milieu offensif à Al-Wakrah SC.

## Carrière
Farid Boulaya commence sa carrière à Istres lors de la saison 2011-2012. Il signe son premier contrat professionnel en 2013. Après une saison 2014-2015 compliquée, il rejoint le Clermont Foot 63 à l'été 2015.
Il rejoint le Girona FC en 2017 pour n'y disputer aucune minute de jeu avant d'être prêté avec option d'achat lors du mercato hivernal au FC Metz. Pour son troisième match avec Metz, le 8 février, en Coupe de France il s'illustre dans la séance de tirs au but contre le SM Caen par une panenka ratée en huitièmes de finale alors que le joueur était dans l'obligation de marquer,. Son geste conduit son entraîneur à l'écarter du groupe le match suivant.
Après avoir réalisé la plus belle saison de sa carrière en 2018-2019 qui s'illustre par la montée en Ligue 1 du club, Farid Boulaya prolonge son contrat avec le FC Metz jusqu'en juin 2022. Il réalise ensuite une bonne saison 2019-2020, il y inscrit deux buts et participe au maintien du club en Ligue 1.
Lors de la saison 2020-2021 de Ligue 1, après avoir marqué 2 buts et 2 passes décisives avec le club messin, il est élu meilleur joueur du mois de  Ligue 1 en janvier 2021 devant Neymar.

### Carrière internationale
En 2012, il est appelé par Jean-Marc Nobilo à un rassemblement avec l'équipe d'Algérie des moins de 20 ans, mais n'est pas retenu pour participer à la Coupe d'Afrique des nations junior 2013.
En septembre 2018, il est convoqué pour la première fois en équipe d’Algérie par le sélectionneur national Djamel Belmadi, lors des éliminatoires de la CAN 2019 face à la Gambie, mais n’entre pas en jeu. Le 9 octobre 2020, il honore sa première sélection en tant que titulaire contre le Nigeria. Le match se solde par une victoire 1-0 des Algériens.

## Statistiques

### En club
| Saison                | Club                  | Championnat           | Championnat | Championnat | Championnat | Coupe nationale | Coupe nationale | Coupe nationale | Coupe de la Ligue | Coupe de la Ligue | Coupe de la Ligue | Supercoupe | Supercoupe | Supercoupe | Compétition(s) continentale(s) | Compétition(s) continentale(s) | Compétition(s) continentale(s) | Compétition(s) continentale(s) | Autres compétitions | Autres compétitions | Autres compétitions | Autres compétitions | Total | Total | Total |
| Saison                | Club                  | Division              | M.          | B.          | P.d.        | M.              | B.              | P.d.            | M.                | B.                | P.d.              | M.         | B.         | P.d.       | Comp.                          | M.                             | B.                             | P.d.                           | Comp.               | M.                  | B.                  | P.d.                | M.    | B.    | P.d.  |
| 2011-2012             | FC Istres             | Ligue 2               | 1           | 0           | 0           | -               | -               | -               | -                 | -                 | -                 | -          | -          | -          | -                              | -                              | -                              | -                              | -                   | -                   | -                   | -                   | 1     | 0     | 0     |
| 2012-2013             | FC Istres             | Ligue 2               | 11          | 0           | 1           | 1               | 0               | 0               | -                 | -                 | -                 | -          | -          | -          | -                              | -                              | -                              | -                              | -                   | -                   | -                   | -                   | 12    | 0     | 1     |
| 2013-2014             | FC Istres             | Ligue 2               | 23          | 0           | 1           | 1               | 0               | 0               | 1                 | 0                 | 0                 | -          | -          | -          | -                              | -                              | -                              | -                              | -                   | -                   | -                   | -                   | 25    | 0     | 1     |
| 2014-2015             | FC Istres             | National              | 11          | 1           | 0           | -               | -               | -               | -                 | -                 | -                 | -          | -          | -          | -                              | -                              | -                              | -                              | -                   | -                   | -                   | -                   | 11    | 1     | 0     |
| Sous-total            | Sous-total            | Sous-total            | 46          | 1           | 2           | 2               | 0               | 0               | 1                 | 0                 | 0                 | -          | -          | -          | -                              | -                              | -                              | -                              | -                   | -                   | -                   | -                   | 49    | 1     | 2     |
| 2015-2016             | Clermont Foot 63      | Ligue 2               | 32          | 7           | 4           | 1               | 0               | 0               | 1                 | 0                 | 0                 | -          | -          | -          | -                              | -                              | -                              | -                              | -                   | -                   | -                   | -                   | 34    | 7     | 4     |
| 2016-2017             | SC Bastia             | Ligue 1               | 2           | 0           | 0           | -               | -               | -               | -                 | -                 | -                 | -          | -          | -          | -                              | -                              | -                              | -                              | -                   | -                   | -                   | -                   | 2     | 0     | 0     |
| 2017-2018             | Girona FC             | Liga                  | -           | -           | -           | 1               | 0               | 0               | -                 | -                 | -                 | -          | -          | -          | -                              | -                              | -                              | -                              | -                   | -                   | -                   | -                   | 1     | 0     | 0     |
| 2017-2018             | FC Metz               | Ligue 1               | 7           | 0           | 1           | 2               | 0               | 1               | -                 | -                 | -                 | -          | -          | -          | -                              | -                              | -                              | -                              | -                   | -                   | -                   | -                   | 9     | 0     | 2     |
| 2018-2019             | FC Metz               | Ligue 2               | 37          | 6           | 6           | 5               | 0               | 0               | 2                 | 0                 | 1                 | -          | -          | -          | -                              | -                              | -                              | -                              | -                   | -                   | -                   | -                   | 44    | 6     | 7     |
| 2019-2020             | FC Metz               | Ligue 1               | 19          | 2           | 1           | -               | -               | -               | 1                 | 0                 | 0                 | -          | -          | -          | -                              | -                              | -                              | -                              | -                   | -                   | -                   | -                   | 20    | 2     | 1     |
| 2020-2021             | FC Metz               | Ligue 1               | 33          | 6           | 8           | 1               | 0               | 0               | -                 | -                 | -                 | -          | -          | -          | -                              | -                              | -                              | -                              | -                   | -                   | -                   | -                   | 34    | 6     | 8     |
| 2021-2022             | FC Metz               | Ligue 1               | 24          | 4           | 2           | 1               | 0               | 0               | -                 | -                 | -                 | -          | -          | -          | -                              | -                              | -                              | -                              | -                   | -                   | -                   | -                   | 25    | 4     | 2     |
| Sous-total            | Sous-total            | Sous-total            | 120         | 18          | 18          | 9               | 0               | 1               | 3                 | 0                 | 1                 | -          | -          | -          | -                              | -                              | -                              | -                              | -                   | -                   | -                   | -                   | 132   | 18    | 20    |
| 2022-2023             | Al-Gharafa SC         | Qatar Stars League    | 18          | 1           | 2           | -               | -               | -               | 5                 | 0                 | 1                 | -          | -          | -          | -                              | -                              | -                              | -                              | -                   | -                   | -                   | -                   | 23    | 1     | 3     |
| 2023-2024             | Al-Gharafa SC         | Qatar Stars League    | 21          | 5           | 7           | 3               | 2               | 2               | 2                 | 0                 | 1                 | 1          | 0          | 0          | -                              | -                              | -                              | -                              | -                   | -                   | -                   | -                   | 27    | 7     | 10    |
| Sous-total            | Sous-total            | Sous-total            | 39          | 6           | 9           | 3               | 2               | 2               | 7                 | 0                 | 2                 | 1          | 0          | 0          | -                              | -                              | -                              | -                              | -                   | -                   | -                   | -                   | 50    | 8     | 13    |
| 2024-2025             | Al-Wakrah SC          | Qatar Stars League    | 8           | 4           | 0           | 1               | 0               | 0               | 4                 | 2                 | 1                 | -          | -          | -          | ACL2                           | 6                              | 0                              | 3                              | QUCC                | 1                   | 0                   | 0                   | 20    | 6     | 4     |
| 2025-2026             | Al-Wakrah SC          | Qatar Stars League    | -           | -           | -           | -               | -               | -               | -                 | -                 | -                 | -          | -          | -          | -                              | -                              | -                              | -                              | -                   | -                   | -                   | -                   | 0     | 0     | 0     |
| Sous-total            | Sous-total            | Sous-total            | 8           | 4           | 0           | 1               | 0               | 0               | 4                 | 2                 | 1                 | -          | -          | -          | -                              | 6                              | 0                              | 3                              | -                   | 1                   | 0                   | 0                   | 20    | 6     | 4     |
| Total sur la carrière | Total sur la carrière | Total sur la carrière | 247         | 36          | 33          | 17              | 2               | 3               | 16                | 2                 | 4                 | 1          | 0          | 0          | -                              | 6                              | 0                              | 3                              | -                   | 1                   | 0                   | 0                   | 288   | 40    | 43    |

### En sélection nationale
| Saison                | Sélection             | Phases finales        | Phases finales | Phases finales | Phases finales | Éliminatoires CDM | Éliminatoires CDM | Éliminatoires CDM | Éliminatoires CAN | Éliminatoires CAN | Éliminatoires CAN | Matchs amicaux | Matchs amicaux | Matchs amicaux | Total | Total | Total |
| Saison                | Sélection             | Compétition           | M              | B              | Pd             | M                 | B                 | Pd                | M                 | B                 | Pd                | M              | B              | Pd             | M     | B     | Pd    |
| --------------------- | --------------------- | --------------------- | -------------- | -------------- | -------------- | ----------------- | ----------------- | ----------------- | ----------------- | ----------------- | ----------------- | -------------- | -------------- | -------------- | ----- | ----- | ----- |
| 2020-2021             | Algérie               | -                     | -              | -              | -              | -                 | -                 | -                 | 2                 | 1                 | 0                 | 2              | 0              | 0              | 4     | 1     | 0     |
| 2021-2022             | Algérie               | CAN 2021              | 3              | 0              | 0              | 0                 | 0                 | 0                 | -                 | -                 | -                 | 1              | 0              | 1              | 4     | 0     | 1     |
| Total sur la carrière | Total sur la carrière | Total sur la carrière | 3              | 0              | 0              | 0                 | 0                 | 0                 | 2                 | 1                 | 0                 | 3              | 0              | 1              | 8     | 1     | 1     |

#### Matchs internationaux
Le tableau suivant liste les rencontres de l'équipe d'Algérie dans lesquelles Farid Boulaya a été sélectionné depuis le 9 octobre 2020 jusqu'à présent.

## Palmarès

### En club
| FC Metz (1)                       |
| --------------------------------- |
| - Ligue 2 (1) : - Champion : 2019 |

## Récompenses individuelles
- Élu meilleur joueur du mois du  Clermont Foot 63 en novembre 2015 [11]

- Trophées UNFP : Membre de l'équipe-type de Ligue 2 2019 [12]
- Élu meilleur joueur du mois du  FC Metz en  octobre 2020 [13] , décembre 2020 [14] ,octobre 2021 [15]
- Trophée du joueur du mois UNFP de  Ligue 1 en janvier 2021 avec le FC Metz[16]
- Élu meilleur joueur de la saison 2020-2021 du  FC Metz [17]